# In Your House 3
In Your House 3 (successivamente rinominato In Your House 3: Triple Header) è stato il terzo evento della serie In Your House prodotto dalla World Wrestling Federation. L'evento si svolse il 24 settembre 1995 al Saginaw Civic Center di Saginaw, Michigan.

## Risultati
| #  | Risultati                                                                                            | Stipulazioni                                                                                         | Durata |
| -- | --- | --- | ------ |
| 1  | Goldust ha sconfitto Bob Holly                                                                       | Single match                                                                                         | N/A    |
| 2  | Ahmed Johnson ha sconfitto Skip                                                                      | Single match                                                                                         | N/A    |
| 3  | Fatu ha sconfitto Hunter Hearst Helmsley                                                             | Single match                                                                                         | N/A    |
| 4  | Savio Vega ha sconfitto Waylon Mercy                                                                 | Single match                                                                                         | 07:06  |
| 5  | Sycho Sid (con Ted DiBiase) ha sconfitto Henry O. Godwinn                                            | Single match                                                                                         | 07:23  |
| 6  | The British Bulldog ha sconfitto Bam Bam Bigelow                                                     | Single match                                                                                         | 12:00  |
| 7  | Dean Douglas (con Bob Backlund) ha sconfitto Razor Ramon                                             | Single match                                                                                         | 14:53  |
| 8  | Bret Hart ha sconfitto Jean Pierre Lafitte                                                           | Single match                                                                                         | 16:37  |
| 9  | Diesel e Shawn Michaels hanno sconfitto Yokozuna e The British Bulldog (con Jim Cornette e Mr. Fuji) | Tag team match per i WWF Tag Team Championship, WWF Intercontinental Championship e WWF Championship | 15:42  |
| 10 | The Undertaker ha sconfitto King Mabel                                                               | Single match                                                                                         | 07:04  |